# Школа за ученике оштећеног вида Вељко Рамадановић
Школа за ученике оштећеног вида „Вељко Рамадановић” у Земуну призната је државна институција у Србији која слепој и слабовидој деци из целе Србије пружа могућност да се развију у радно способне и самосталне особе. Стицајем околности, Школа је основана у Бизерти у касарни Ламберт 13. децембра 1917 године. Први ученици били су српски војници који су изгубили вид и слух у Првом светском рату. Оснивач, управник и први наставник школе био је Вељко Рамадановић (1874-1943) филантроп и педагог, једини Србин који је тада познавао педагошки рад са слепим и глувонемим лицима.
У школи је њеним ученицима организован не само образовни и васпитни рад, већ и смештај, исхрана и превентивна здравствену заштита и основна нега у Дому. 

## Историја
Оснивање школе
Стицајем околности, данашња Школа за ученике оштећеног вида „Вељко Рамадановић” из Земуна формирана је у Бизерти (Северна Африка) у касарни француске војске „Ламберт” 13. децембра 1917 године. Помоћ у наставним средствима за слепе стигла је од сер Артура Пирсона, организатора војничке реедукације, према програму за слепе, у Лондону, из 1914. Великим залагањем Вељка Рамадановића (1874—1943), који је пре Великог рата у Прагу завршио учитељску школу и обучио се за наставу деце без вида и слуха, и подршком Маргарет Макфеј, овај мали Завод за слепе у Тунису први је међу Србима применио Брајову азбуку у образовање слепих војника.
Први ученици били су српски војници који су изгубили вид и слух у Првом светском рату. Оснивач, управник и први наставник школе био је Вељко Рамадановић (1874-1943) филантроп и педагог, једини Србин који је тада познавао педагошки рад са слепим и глувонемим лицима. У првим данима школу је похађало 14 слепих и 4 глувонема штићеника. Вељко Рамадановић као добар организатор и реализатор успео је да анимира савезничке хуманитарне мисије првенствено Француске, Енглеске и Америчке да помогну у раду школе, првенствено у новчаном и материјалном смислу. Рамадановић је у Бизерти 1918 године штампао и први буквар за слепе Брајевом азбуком коју је српском језику прилагодио још 1895 а коју је српска влада „примила“ 1896 године. Настава је у почетку била основна и занатска. Слепи су у Бизерти обучавани за штрикерски, опанчарски, четкарски, штампарски и корпарски занат, као и у музици и масажи. На крају боравка у Бизерти школа је имала 18 слепих и 8 глувонемих штићеника.
Пресељење школе у Србију
По ослобођењу Србије школа се априла 1919 године преселила у Земун, у коме је једно време ради у „Шпиртиној кући” у којој се данас налази Завичајни музеј Земуна. Те године на школовање је примљено 2 девојчице и 4 дечака.
Априла 1920 године школа је пресељена на садашњу локацију у Земуну, у касарну бивше Аустроугарске војске које која је претходно адаптиране за потребе инвалида. Када је те године школу посетио будући краљ Александар 1 Карађорђевић школа је названа његовим именом. 
Школа између Првог и Другог светског рата
Школа убрзо добија нову физиономију рада и оснива у њој оснива и трогодишњу занатску школу коју је похађала већина ученика, по завршетку основне школе. Током 1920 године школа је добила статус државна установа под патронатом министарства Просвете и Социјалне политике.
Њен оснивач и први професор Вељко Рамадановић основао је у школи: 
- 1920. — Прву Брајеву штампарију и Библиотеку „Нова светлост“. У школској штампарији штампани су: уџбеници, музичка дела, белетристика а од Поред штампарије књига за слепе Брајевим писмом постојала је и штампарија на црном слогу.
- 1921. — Музичку школу
- 1922. — Одељење за израду учила и наставних средстава за слепе
- 1923. — Гимназију за слепе
- 1924. — Часопис за слепе „Брајева ризница“ и Есперантски клуб „Нова лумо“ и „Друштво за заштиту слепих девојака“
- 1926. — Предшколска одељења и течај за физиотерапеуте-масере и први течај за оспособљавање дефектолога у Југославији.
- 1927. — Удружење наставника за инвалидну децу краљевине Југославије
- 1928. — Покреће први дефектолошки часопис у Србији и Краљевини Југославији под називом „Глас недужних“ и едицију књига о образовању инвалидне деце под називом „Педагошка библиотека“.
- 1929. — Покушао је да оснује одељења за слабовиду децу, али и поред поновљених покушаја 1931 и 1937 због неразумевања није успео у томе.
- 1931. — Одељење и за слепоглуву децу које је имало три ученика.
- 1935. — Одељења за отклањање говорних недостатака прва у Југославији
- 1936. — Свесловенски савез Дефектолога
- 1937. — Савез Слепих интелектуалаца и привредника Краљевине Југославије и Свесловенски савез слепих.
- 1938. — Дом за доживотни смештај одраслих слепих са 400 места уз школу.
- 1939. — Шаховски клуб слепих питомаца „Напредак“ први клуб такве врсте на Балкану.

Школа за време Другог светског рата
За време рата школа је похађало 40 ученика који су били смештени у Дому школе за глувонему децу „Краљ Дечански“ у улици Краља Милутина бр 79.
Због рада под отежаним условима и у смањеном обиму, дошло је до значајног слабљења школских активности. 
Школа после Другог светског рата
Након ослобођења Земуна од окупатора октобра 1944 године школа је наставила са радом на садашњој локацији. Како је рат донео са собом нове инвалиде Школа је поред слепе деце и ратне сирочади примила и Ослепеле ратнике на школовање и рехабилитацију.

## Задаци и намена
Један од првих задатака школе и њеног оснивања био је тај да се умање ратне последице и припреме инвалиди да на најбољи начин прихвате стварност и будућност. Тај задатак који је Команда Резервних трупа и Подофицирских школа неколико месеци раније поставила својом наредбом бр. 288 од 14. јуна 1917. године, реализовало је Реконвалесцентног одељења у Лазуазу и Инвалидски одред у Касарни Ламберт формирањем школе за слепе која је требало да оспособи ова лица да се примењујући Брајеву азбуку обучавају на Брајеровим штампарским машинама.
Дана Школа свој рад заснива на наставном плану и програму који је прилагођен деци оштећеног вида и обухвата: предшколско и припремно предшколско васпитање и образовање, основно образовање и васпитање и средње образовање и васпитање.
Школа се бави и раном интервенцијом, кућном наставом, образовањем одраслих, а постоји могућност ванредног образовања, преквалификације и доквалификације. Да би смо успешно обављали своју делатност, реализујемо и специјалне програме.
Школа пружа стручну подршку и наставна средства ученицима и наставницима у систему инклузивног образовања васпитања, и у том циљу њен Ресурсни центар бави се: штампом на Брајевом и увећаном црном тиску, снимањем тонских записа у студију, и израдом тифлодидактичких средстава и играчака.
Школа поред васпитног рад, ученицима организује смештај, исхрану и превентивну здравствену заштиту и негу у Дому.
У послератном периоду у складу са реформама школства и социјалистичког школског система Школа је иницирала да се отворе и одељења за слабовиде ученике 1954/55 годину у једној основној школи у центру Београда, и за ту намену одвојила своје најбоље кадрове дефектологе Ђорђа и Радмилу Жутић и сва потребна учила за слабовиде ученике. 
Од 1956 године у школи је обновљен педагошки рад са слепом и глувом децом, а 1960 године основана су и одељења за слепу вишеструко ометену децу у развоју, а од 1960. године започет је и логопедски рад у школи у организацији Добриле Јергић. 
Након што је 1968 године Школа отворила и одељења за слабовиде ученике са територије целе Србије и са подручја Земуна, године 1985 године добила је нов интернат за смештај деце, савремено уређен и прилагођен деци са оштећењем вида. У том периоду школу је годишње похађало и до 170 ученика.
Од 1992. године у Школи је почео да ради и дефектолог, стручњака за обуку самосталног кретања лица оштећеног вида.
У првој години 20. века Школа је реновирана. У њој се отварају нови образовни профили за средњошколско образовање, и то биротехничар у четворогодишњем трајању, и пакер – аранжер у трајању од две до три године.
Године 2001 године у Школи је отворен музеј и спомен соба школе, а током 2002 године школа почиње да реализује: 
| „ | Програм „Ране интервенције“ тј програм васпитања деце од 0 до 6 година старости. Нешто касније почиње да се спроводи и програм „Визуелног тренинга“ слабовиде деце као и вежбе „Психомоторне реедукације, сензомоторне интеграције и тактилни тренинг.“ који побољшава самосталност слепе и слабовиде деце. Школа током 2008 године отвара „Ресурс центар“ за израду савремених наставних средстава, као и тонски студио за снимање књига у звучној техници. | ” |

## Школа данас
Школу у којој данас ради 65 стручњака различитих профила, похађа 150 ученика. који су обухваћени савременим васпитно-образовним радом по најмодернијим светским стандардима. Школа је у рангу школа за подршку инклузивном образовању деце оштећеног вида са целе територије Србије.